# 황구렁이
황구렁이(학명: Elaphe anomala 엘라페 아노말라[*])는 중국과 한반도에 사는 무독성 뱀이다. 반교목성이며, 초지, 건조한 관목지, 암각지, 강이나 호수의 둑 등지에 산다. 최대 150-180 센티미터까지 자란다.
남한에서 발견되는 노란색 구렁이는 유전자 검사 결과 별개 종인 황구렁이가 아니고 먹구렁이의 색변종으로 밝혀졌다.